# Hochtemperatur-Polymerelektrolytmembran-Brennstoffzelle
Die Hochtemperatur-Polymerelektrolytmembran-Brennstoffzelle (HT-PEMFC, englisch High Temperature Polymer Electrolyte Membrane fuel cell, auch High Temperature Proton Exchange Membrane fuel cell ‚Hochtemperatur-Protonenaustauschmembran-Brennstoffzelle‘) ist ein Typ der PEM-Brennstoffzelle, der bei Temperaturen zwischen 120 °C und 200 °C betrieben werden kann. HT-PEM-Brennstoffzellen werden üblicherweise für stationäre und mobile Anwendungen verwendet. Die HT-PEM-Brennstoffzelle wird zumeist mit Wasserstoff-haltigem Gas, wie Reformatgas, welches beispielsweise aus der Reformierung von Methanol, Ethanol, Erdgas oder LPG gebildet wird, betrieben.

## Prinzip
Die HT-PEM-Brennstoffzelle wurde im Jahr 1995 entwickelt, um PEM-Brennstoffzellen bei einer höheren Zelltemperatur zu betreiben, mit dem Ziel, eine geringere Empfindlichkeit gegenüber Verunreinigungen im Brennstoff-Gas zu erreichen. Damit gehört die HT-PEM-Brennstoffzellen-Technologie zu den jüngsten Brennstoffzellen-Typen. HT-PEM-Brennstoffzellensysteme werden seit Beginn des 21. Jahrhunderts von mehreren Unternehmen produziert.

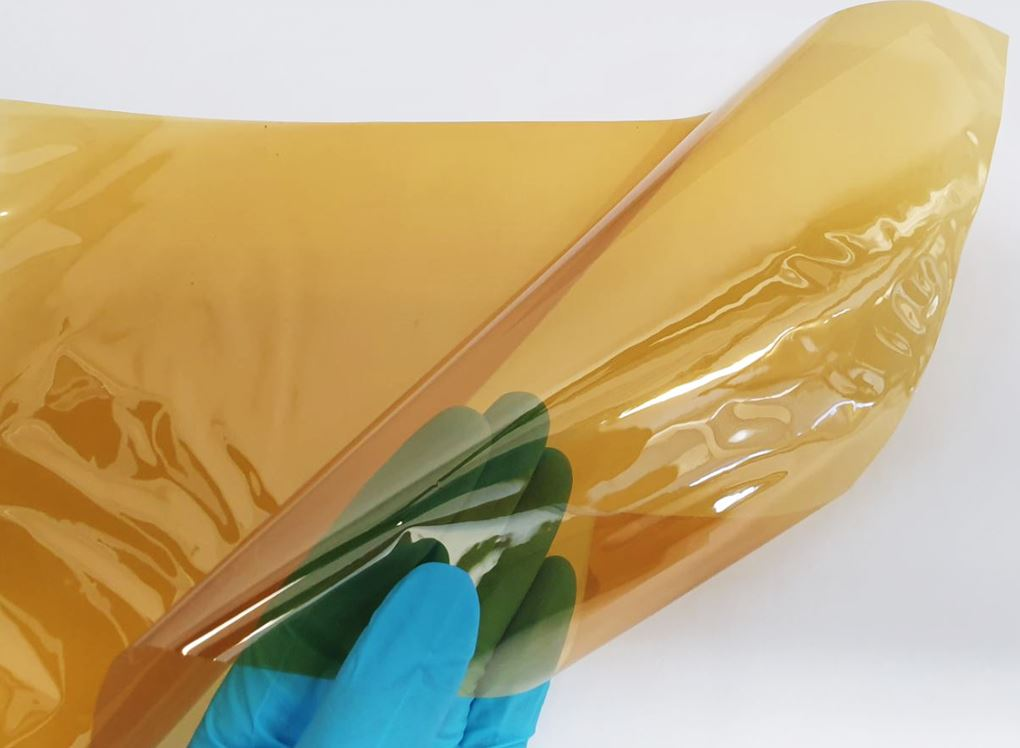
Mit Phosphorsäure dotierte PBI-Membran für eine HT-PEM Brennstoffzelle

Die Membran besteht aus einem säure- und temperaturbeständigen Polymer, welches die Fähigkeit besitzt, Säure zu absorbieren, wobei die Säure als Elektrolyt fungiert. Üblicherweise wird Polybenzimidazol (PBI) als Membran verwendet und Phosphorsäure als Elektrolyt. Die HT-PEM-Brennstoffzellentechnologie ist der Phosphorsäurebrennstoffzelle (PAFC) ähnlich, unterscheidet sich jedoch darin, dass bei der HT-PEMFC eine Polymermembran als Elektrolytträger verwendet wird, wodurch mobile Anwendungen für die HT-PEMFC möglich sind.
Während die konventionelle PEM-Brennstoffzelle – auch Niedertemperatur-Polymerelektrolytmembran-Brennstoffzelle (NT-PEMFC, engl. LT-PEMFC) – mit Wasserstoff hoher Reinheit (je nach PEM-Brennstoffzellensystem-Hersteller mind. 99,9 % geforderte Reinheit) betrieben werden muss, weist die HT-PEM-Brennstoffzelle eine deutlich geringere Empfindlichkeit gegenüber Verunreinigungen bzw. Katalysatorgiften auf und wird deshalb üblicherweise mit Reformatgas mit einer Wasserstoff-Konzentration zwischen 50 und 75 % betrieben.
Aufgrund der geringen Empfindlichkeit gegenüber Verunreinigungen und aufgrund der protonenleitenden Membran wird die Membran-Elektroden-Einheit (MEA) der HT-PEM Brennstoffzelle als der einzige Brennstoffzellen-MEA-Typ kommerziell auch zur elektrochemischem Wasserstoff-Abtrennung verwendet, um aus verunreinigten oder stark verdünnten wasserstoffhaltigen Gasen effizient hochreinen Wasserstoff abzutrennen.
Im Gegensatz zur NT-PEM-Brennstoffzelle, welche auf Kohlenmonoxid-Konzentrationen von wenigen Millionstel empfindlich ist, werden HT-PEM-Brennstoffzellen bei Kohlenmonoxid-Konzentrationen bis zu etwa 3 Vol.-% betrieben. Um bei Betrieb mit Kohlenmonoxid-haltigem Reformatgas eine Emission von Kohlenmonoxid zu vermeiden oder weitgehend zu vermindern, wird in HT-PEM-Brennstoffzellensystemen üblicherweise das Kohlenmonoxid aus dem Abgas beispielsweise katalytisch zu Kohlenstoffdioxid oxidiert. HT-PEM-Brennstoffzellen werden gewöhnlich bei einer Zelltemperatur von 150 bis 180 °C betrieben.
Die niedrige Empfindlichkeit gegenüber Verunreinigungen ermöglicht die Verwendung von Brennstoffen wie Methanol, Ethanol, Erdgas, LPG, DME, synthetisches Benzin, Ammoniak und vielen weiteren Brennstoffen, welche in einem Reformer zu wasserstoff-haltigem Gas reformiert werden können (beispielsweise mit CO2, CO oder N2 als Verunreinigung). Dadurch kann im Gegensatz zur NT-PEMFC das Systemdesign einfach gehalten werden, da keine aufwändigen Reinigungsprozesse zum Aufreinigen des Reformatgases nötig sind.

### Stärken
- Kein Wassermanagement zur Befeuchtung der Membran nötig im Gegensatz zur NT-PEM-Brennstoffzelle.[8]
- Die Abwärme des Brennstoffzellen-Stacks mit einer Temperatur von 130 bis 180 °C kann für eine Kraft-Wärme-Kopplung (engl. combined heat and power, CHP) genutzt werden im Gegensatz zur NT-PEMFC und DMFC, bei welcher die Abwärmetemperatur des Stacks mit weniger als 80 °C zu gering für eine effiziente Nutzung ist.[9][10]
- Eine einfache Kühlung des Stacks ist möglich aufgrund der höheren Stacktemperatur im Vergleich zur NT-PEM-Brennstoffzelle (Wärmeaustauscherflächen, Kühlleistung).[11]
- Verschiedene Brennstoffe, welche in einem Reformer zu wasserstoff-reichem Gas reformiert werden können, können verwendet werden (z. B. Methanol, Ethanol, Propanol, Bio-Butanol, Bio-Glycerin, Methan, Ethan, Propan, Butan, OME, Benzin, Ammoniak).[12][13][14]
- Der Einsatz von Kunststoff-Komponenten und Elastomer-Dichtungen im Stack ist möglich im Gegensatz zur SOFC-Brennstoffzelle.
- Sowohl pure Brennstoffe als auch Wasser-Brennstoff-Mischungen sind anwendbar (abhängig vom Brennstoffzellen-Systemdesign).
- Der Einsatz von regenerativen Brennstoffen ist möglich.
- Wasserstoff mit geringer Reinheit kann als Brennstoff verwendet werden. Wasserstoff mit geringer Reinheit ist kostengünstiger als hochreiner Wasserstoff, der für wasserstoffbetriebene NT-PEM-Brennstoffzellen verwendet wird.
- Die Möglichkeit der Verwendung von kostengünstigen Brennstoffen (beispielsweise Methanol) ermöglicht geringere Brennstoffkosten pro Kilowattstunde im Vergleich zu Brennstoffen wie Wasserstoff (z. B. bei wasserstoffbetriebenen NT-PEM-Brennstoffzellen) oder Diesel (z. B. bei Generatoren). Siehe als Beispiel die Brennstoffkosten im Artikel RMFC.
- Ein einfaches Systemdesign ist möglich: beispielsweise ist im Gegensatz zu einem Reformer-Brennstoffzellensystem mit NT-PEM-Brennstoffzelle keine Reinigungsstufe zur Aufreinigung des Reformatgases für ein Reformer-Brennstoffzellensystem mit HT-PEM Brennstoffzelle nötig.[15]
- Kein Crossover von Brennstoff durch die Membran (beispielsweise im Gegensatz zur Direktmethanolbrennstoffzelle oder zur Direktethanolbrennstoffzelle)[16]
- Kalte Lagertemperaturen unter 0 °C sind nicht problematisch für die HT-PEM-Brennstoffzellen-Membran im Vergleich manchen anderen Brennstoffzellentypen (z. B. DMFC oder NT-PEMFC), bei denen die Membran durch Bildung von Wasserkristallen zerstört werden kann.

### Schwächen
- Längere Start-Zeit nötig im Vergleich zu Niedertemperatur-Brennstoffzellen (Zeit zum Heizen von Stack und Reformer). Deshalb ist die Hybridisierung mit einer Batterie in vielen Anwendungsfällen notwendig.
- Eine System-Komponente zum Aufheizen des Stacks beim Start ist nötig im Vergleich zu NT-PEM- und DMFC-Systemen.
- Aufgrund einer etwas schlechteren UI-Kennlinie der HT-PEM-Brennstoffzelle als bei der NT-PEM Brennstoffzelle sind mehr Zellen nötig, um hohe Leistung oder einen der NT-PEM Brennstoffzelle ähnlich hohen elektrischen Wirkungsgrad zu erreichen (z. B. für el. System-Wirkungsgrad über 45 %): Höhere Stack-Kosten, höheres Stack-Volumen und höheres Stack-Gewicht im Vergleich zur NT-PEMFC. Technologien zur Erreichung einer besseren UI-Kennlinie der HT-PEMFC befinden sich in der Grundlagenforschung.
- Der Platingehalt in der Membran-Elektroden-Einheit (MEA) ist mit ca. 8–14 g Pt pro kW zwar geringer als in manchen anderen Brennstoffzellentypen (z. B. DMFC), jedoch höher als in der NT-PEM-Brennstoffzelle: Platin-Recycling gegebenenfalls in Erwägung zu ziehen. Die Entwicklung von platin-freien Elektroden für HT-PEM-Brennstoffzellen befindet sich in der Grundlagenforschung.[17]
- Wenn organische Brennstoffe verwendet werden, werden Kohlenstoffdioxid und gegebenenfalls Spuren von Kohlenmonoxid emittiert (Konzentration abhängig vom Systemdesign, üblicherweise CO-Konzentration bei weitem niedriger als im Abgas von Verbrennungsmotoren)
- Manche System-Komponenten müssen höheren Temperaturen standhalten als in NT-PEM-Brennstoffzellen und DMFC, was die Auswahl der verwendbaren Materialien einschränkt (z. B. Polymere mit Beständigkeit bis 120–180 °C).

## Anwendungen
HT-PEM-Brennstoffzellensysteme werden für stationäre und mobile Anwendungen eingesetzt. Bis dato wurden vor allem mit Erdgas, Ethanol, Methanol sowie mit Propan/Butan betriebene Systeme, welche eine HT-PEM-Brennstoffzelle enthalten, entwickelt. Aktuell ist kommerziell unter Verwendung der HT-PEM Technologie von Unternehmen vor allem das mit Methanol betriebene Reformer-Methanol-Brennstoffzellen System im Fokus und wird beispielsweise als Ersatz von Generatoren (z. B. Off-Grid-Anwendungen, Backup Power, unterbrechungsfreie Stromversorgung (Notstromversorgung), Auxiliary Power Unit) und als Reichweitenverlängerer (Range Extender) von Elektrofahrzeugen (z. B. Sportwagen RG Nathalie) angeboten. Üblicherweise wird das HT-PEM-Brennstoffzellensystem mit einer Batterie hybridisiert betrieben.
Hersteller von Brennstoffzellensystemen, die die Verwendung von HT-PEM-Technologie angeben, sind zum Beispiel:
- Blue World Technologies ApS (Aalborg, Dänemark)
- SerEnergy A/S (ebenfalls Aalborg, Dänemark)
- Siqens GmbH (München, Deutschland)